# 本田UNI-CUB

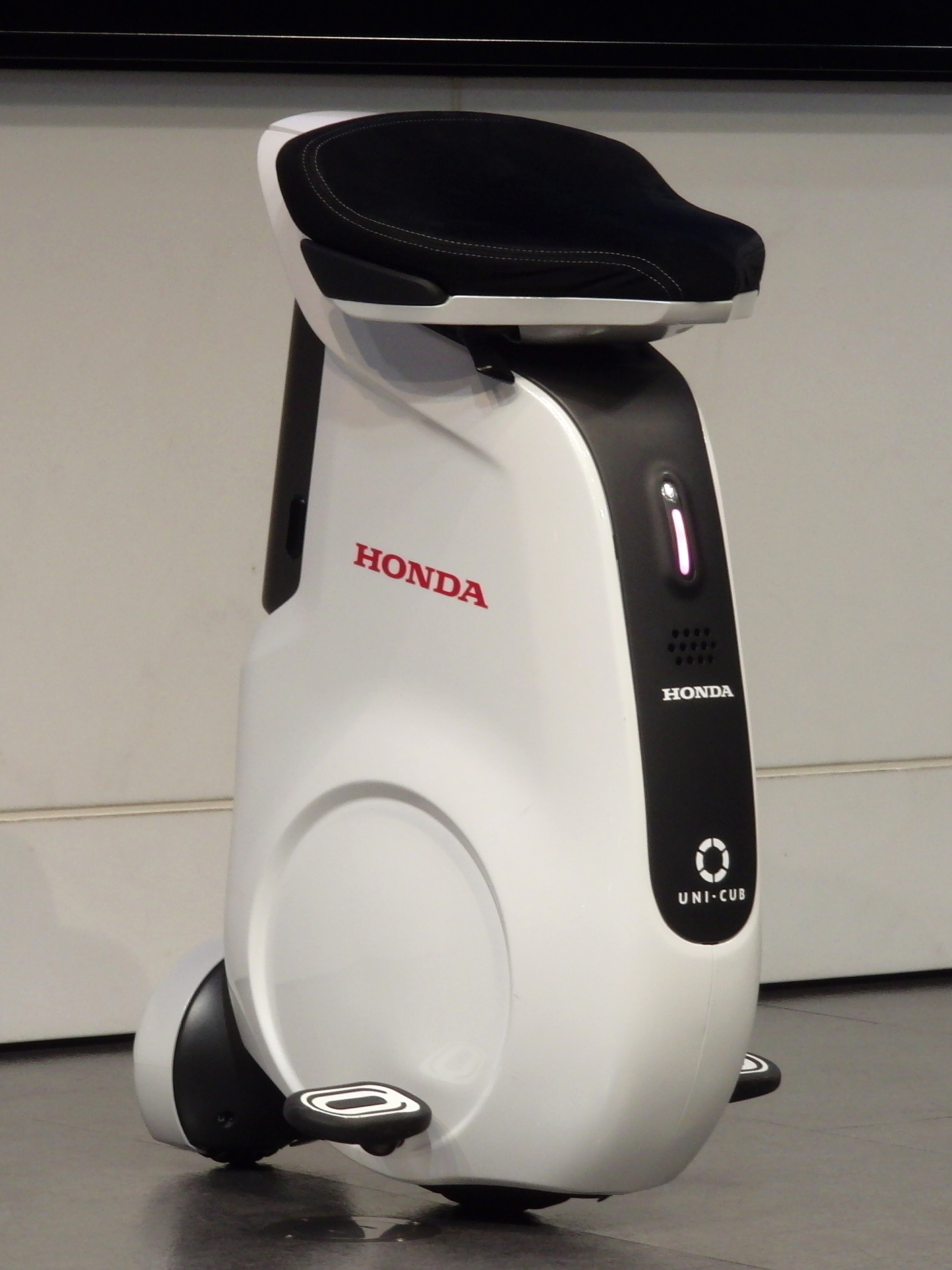
2012年發佈的初版UNI-CUB

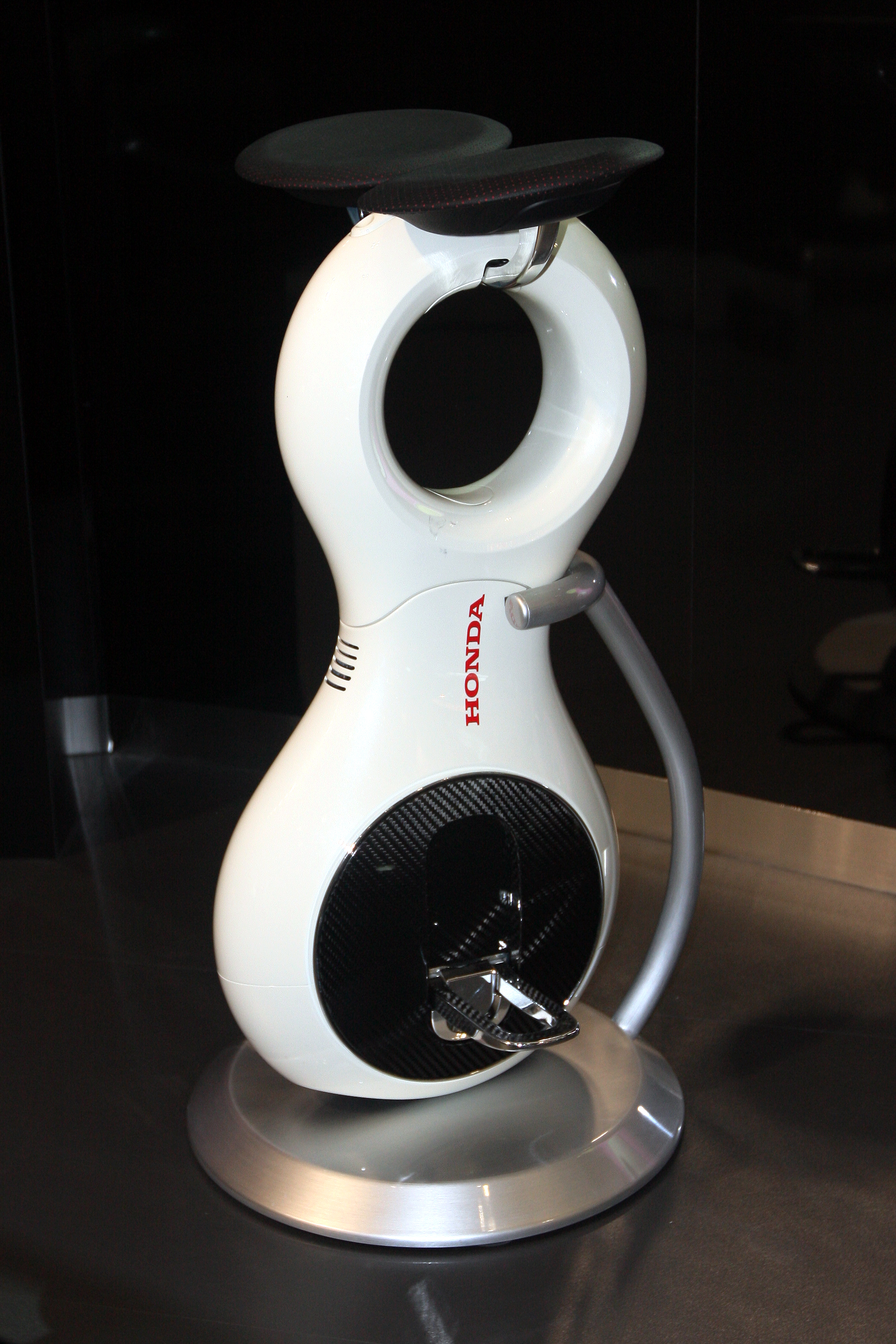
U3X，UNI-CUB的前身

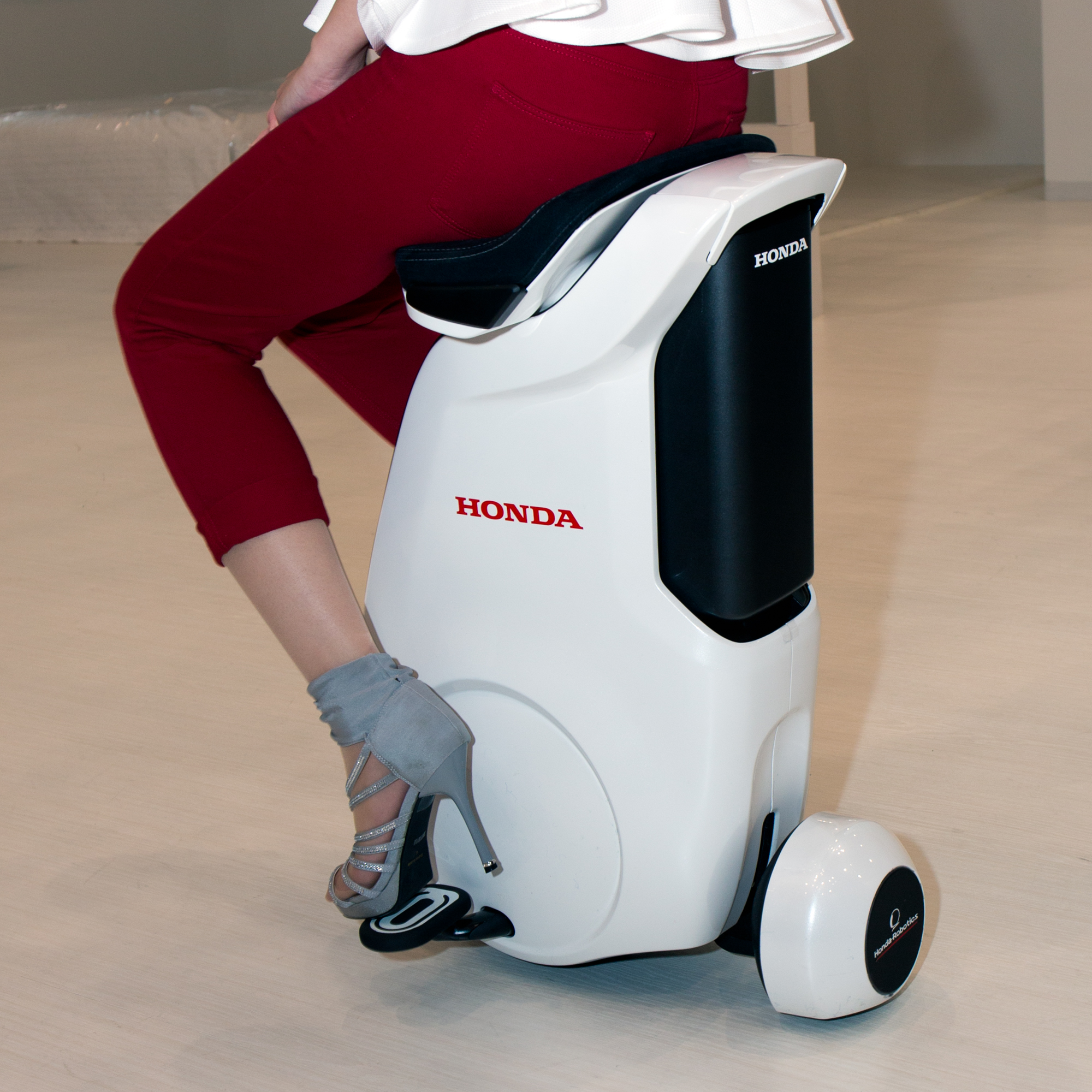
使用中的UNI-CUB

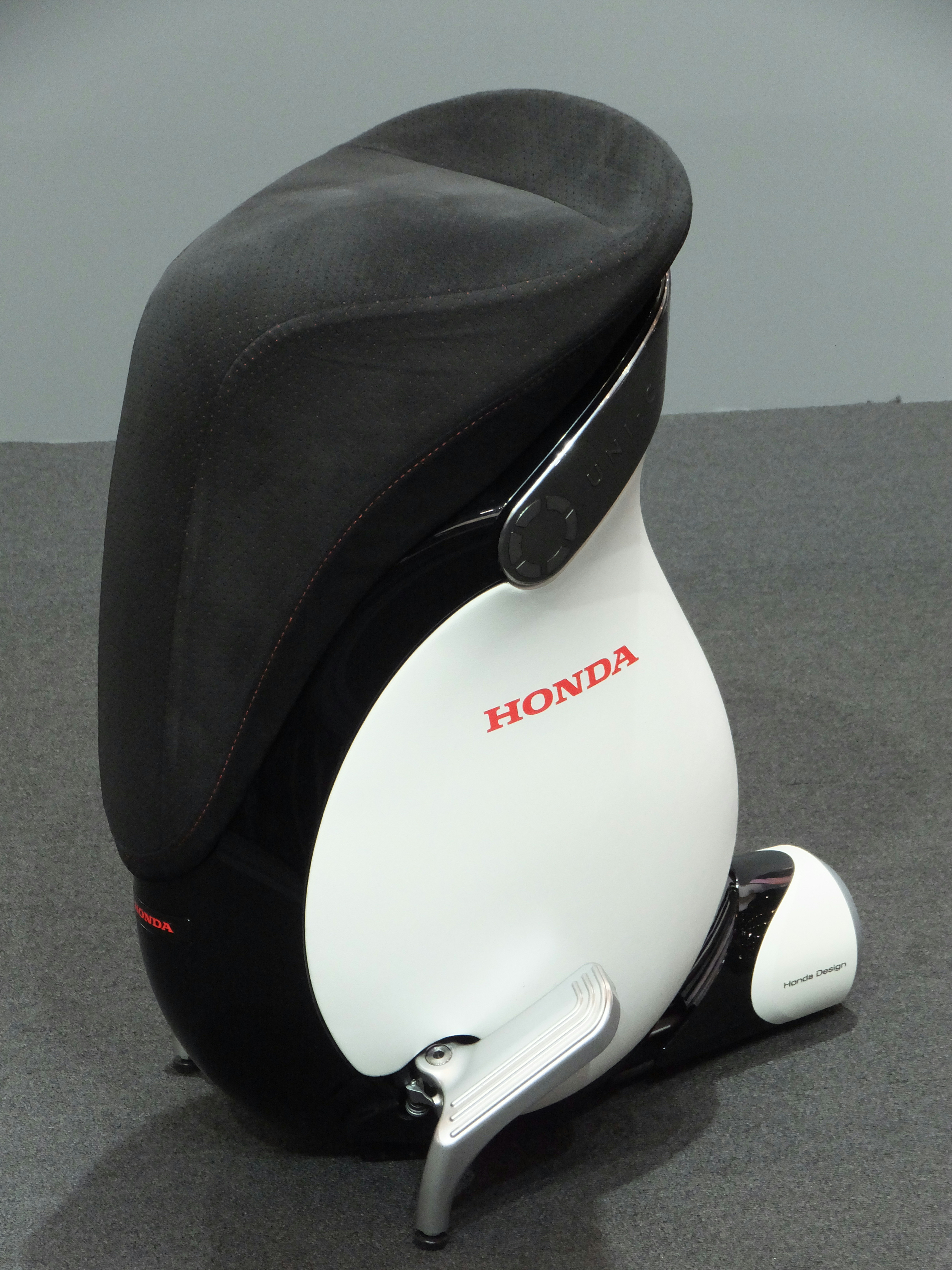
2013年發佈的改進版UNI-CUB β

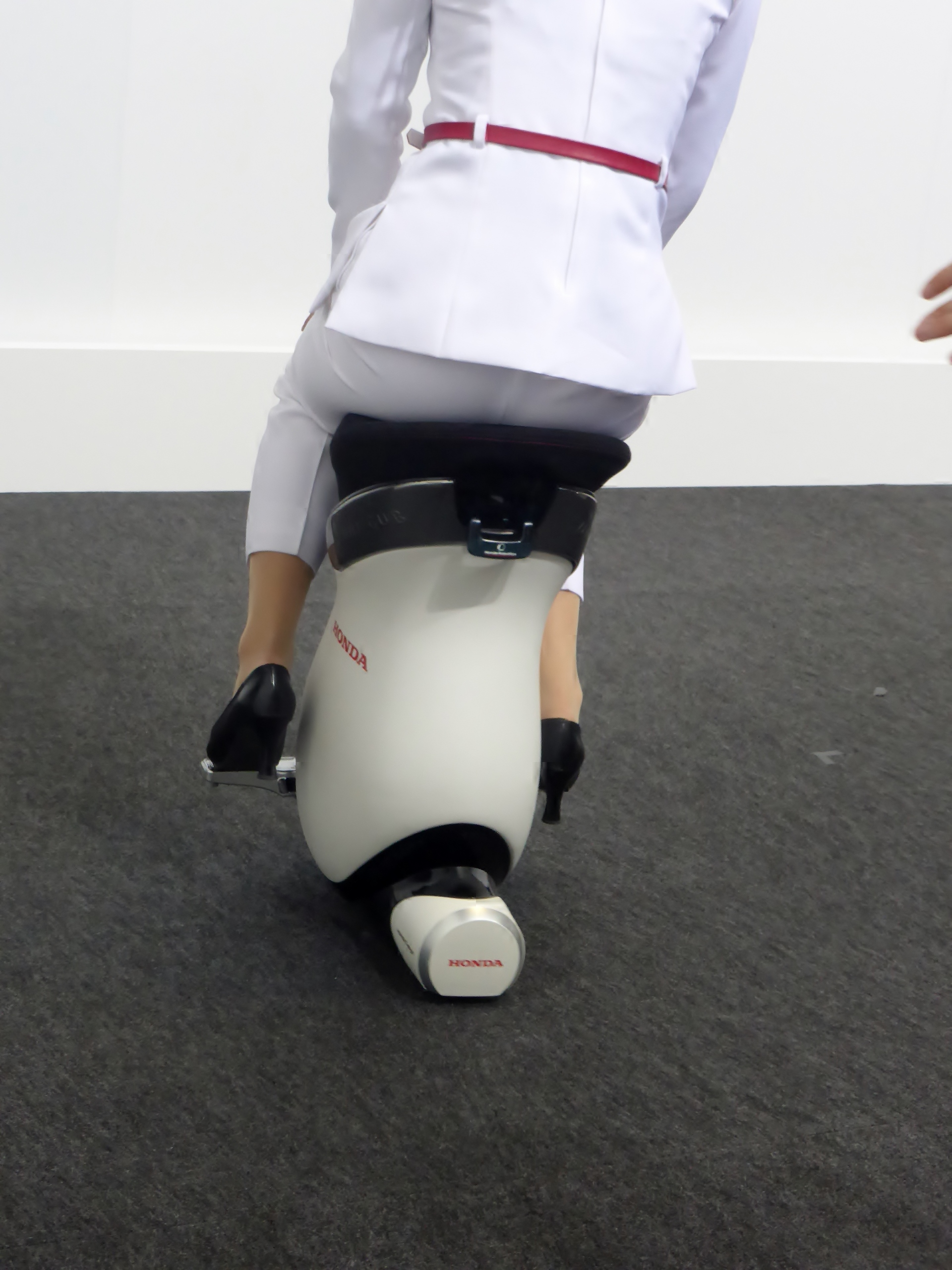
使用中的UNI-CUB β

本田（日语： Honda Yunikabu）是本田技研工業研發的一系列個人用運輸載具，初版於2012年5月發佈。據本田的官方介紹，的開發動機在於協助人們在機場以及圖書館、博物館等室內設施內移動。
本田至今尚未將量產推出市面，但目前正透過向企業提供租貸服務和在日本科學未來館投入使用，以測試市場反應，繼續尋找潛在用途並調整設計。

## 研發背景
1989年，本田內部舉行的「新一代交通工具創意大賽」展出了利用旋轉球移動的獨球車和攝位車前身的摩托車，後於1994年開發出了小型獨輪車，但使用者還是需要雙手握住手把，無法在移動過程中自由使用雙手，故本田以「無需用手」為目標繼續進行研發。研究團隊後來有一段時間把視線轉移到機械人，並發展出ASIMO，提高了平衡控制的技術。2008年，本田研發出「U3-X」初代實驗性產品，翌年9月24日正式發佈，當時「U3-X」曾被《時代雜誌》譽為「2009年度50個最佳發明」之一，不過因驅動力較低致使容易被凹凸不平的路面阻止前進，也不能原地旋轉。此後，本田繼續發展和改良，最終成為，於2012年5月首次公開。

## 構造
外型如同單輪車，但其實擁有兩個車輪。設計以本田的「M・M思想」（Man-Maximum・Mecha-Minimum，乘員空間最大化・機器空間最小化）為基礎，因此它們被藏於兩腳內側。
採用了本田開發的平衡控制系統，使用者坐上座椅後只需向欲前往的方向稍微傾斜身體，車內的就會自動偵測到上半身的重心改變，並朝該方向前進或轉彎，不會突然加速，同時確保載具在轉彎時保持平衡，不會傾斜翻倒。此外，也導入了本田擁有專利的「驅動系統」（Honda Omni Traction Drive System，本田全方位驅動系統），在控制前後移動的主輪圓周上再配置一排小車輪，通過電腦精密計算對所有小車輪進行控制，做出橫向移動和向對角線方向移動等動作，同時也透過統一控制技術節省了部件和電路，將成本減至最低；而後面的旋轉車輪則給予了使用者以主輪為軸心，進行原地360度旋轉的能力。
並無任何內置控制桿或物理操作按鈕，但使用者也可以在配對後從智能電話的特設應用程式進行操縱。

## 評價
被《今日美國》形容為「車輪上的酒吧凳子」，而《The Verge》則讚揚稱「使用者坐上去時不會頓時變得高高在上，你可以如往常一樣盯著你沉悶的兩足人類朋友。」評論指「我只需要在腦內有意圖，它就能夠向某個方向或以某種速度移動，非常接近直接的『人車介面』」，《人民網》也指「即使沒有經過練習，在騎上車的瞬間就能立刻憑直覺操縱車輛」、「動作非常流暢，完全沒有操縱交通工具的感覺，反而有一種宛如身體一部分的奇妙感覺。」
然而，評論批評讓四肢健全坐上去而不走動是「助長了肥胖，坐在上面的樣子也很荒謬」。而則認為的速度、續航力和穩定性不足，不能取代輪椅或其他醫療上使用的行動輔助工具，但本田為了這款概念車而研發的平衡技術將來可用作改善休旅車、摩托車甚至噴射機的平衡控制系統，使其產品線大大得益。

## UNI-CUB β
2013年11月14日，本田披露了的改進版「 β」。 β速度和續航力與舊版相同，但經調低的座席使載具更加輕便，重心也因而降低，讓使用者更容易控制；此外座椅也採用了較柔軟的物料，在靜止狀態下可以當作椅子使用，同時也增加了站立功能，讓使用者需要站立時不用離開載具。

## 技術規格
| 型號                         | 長 × 闊 × 高 （毫米） | 座位高度 （毫米）    | 重量         | 最大載重       | 電池類型     | 最高時速 | 續航力 | 適用環境       |
| ---------------------------- | --------------------- | -------------------- | ------------ | -------------- | ------------ | -------- | ------ | -------------- |
|                              | 520 × 345 × 745       | 745 - 825 （可調節） | 25（55英磅） | 100（220英磅） | 可移除鋰電池 | 6公里    | 6公里  | 室內無障礙環境 |
| β                            | 510 × 315 × 620       | 620                  | 25（55英磅） | 100（220英磅） | 可移除鋰電池 | 6公里    | 6公里  | 室內無障礙環境 |
| 資料來源（除註明）：本田網站 |                       |                      |              |                |              |          |        |                |

## 流行文化
曾於2007年贏得葛萊美獎最佳音樂錄影帶的美國搖滾樂隊在日本千葉市拍攝了音樂影片。該影片在本田贊助拍攝費之下，除邀請了當地組合客串出演外，樂隊成員更與2328名舞蹈員一同手持顏色傘子乘坐 β，在空地上跟隨音樂節奏移動，從而排列出由複雜行列組成的像素畫，呈現如跑馬燈看板般的效果，獲評意念創新。

## 外部連結
- UNI-CUB - Honda Worldwide （页面存档备份，存于） （英文）
- YouTube上的Honda UNI-CUB Personal Mobility Device （英文）
- YouTube上的《I Won't Let You Down》 （英文）